# Avro Canada CF-105 Arrow
El Avro Canada CF-105 Arrow fue un interceptor de ala en delta, diseñado y construido por Avro Aircraft Limited (Canada) en Malton, Ontario, Canadá, como una culminación de diseño que se empezó a estudiar en 1953. El avión se consideraba un logro, tanto en avance tecnológico como en
aerodinámica para la industria aeronáutica canadiense. El CF-105 podría llegar a velocidades de Mach 2 a altitudes superiores a 15 000 m (50 000 pies), y estaba destinado a servir en la Royal Canadian Air Force (RCAF), como su principal interceptor en la década de 1960 y en las siguientes.
No mucho tiempo después del inicio de la pruebas de vuelo en 1958, el desarrollo del Arrow (incluyendo los motores jet Orenda Iroquois) se detuvo en una abrupta y polémica revisión del proyecto lo que desató un largo y amargo debate político.
La controversia generada por la cancelación y posterior destrucción de la aeronave en producción, sigue siendo un tema de debate entre los historiadores, analistas políticos y expertos de la industria aeronáutica. El incidente fue una lesión traumática y hasta la fecha, muchos lamentan la pérdida del Arrow.
Una reciente investigación en el lago Ontario ha sacado a la luz los restos de un ejemplar perdido, probablemente, uno de los nueve prototipos construidos para vuelos de prueba. Según el artículo de Saba Ahad 11 de mayo de 2021, del Greedy Finance. Los prototipos de menor escala para abaratar costes de investigación, eran montados en propulsores de cohetes para alcanzar la velocidad necesaria para probar las alas en busca de problemas de  resistencia y estabilidad, siendo lanzados desde Point Petre, en el mencionado lago Ontario. Los resultados alcanzaron la impactante velocidad de Mach 1.7, los ingenieros tenían ya la información necesaria para pasar al modelo de producción con las pertinentes modificaciones del morro más afilado, y alas con una ligera comba junto al cono de cola. El proyecto quedaría por desgracia cancelado por causas que se explican en la controversia del caso.

## Diseño
Avión caza supersónico pesado de ala en delta y bimotor, de largo alcance y capacidad de combate, comparable al diseño del proyecto del caza Mirage 4000 de Francia que nunca se construyó en serie, de cabina monoplaza y grandes toberas de ingreso de aire a los motores, instaladas a los costados de la cabina de mando, (como los posteriores McDonnell Douglas F-4 Phantom II y el caza Sukhoi Su-15), con un solo timón vertical de profundidad grande, instalado en medio de los dos motores, grandes alas instaladas en la parte superior del fuselaje y un tren de aterrizaje alto con dos ruedas a cada lado, pero que nunca se construyó en serie.
Era un avión grande y pesado, especialmente diseñado para alcanzar alta velocidad y poder combatir contra otros aviones caza enemigos, a gran altitud y velocidad operativa, que puede alcanzar más de 15 km de altitud y que podría volar a velocidad supersónica de Mach 2 por sus grandes motores gemelos, el diseño de sus alas y el fuselaje alargado, para enfrentar a los nuevos diseños de aviones caza soviéticos de largo alcance, que podrían atacar desde el norte del país en plena Guerra Fría en caso de una nueva guerra mundial o un conflicto regional en diferentes partes del mundo, también se consideraba su exportación a otros países como un avión de supremacía aérea grande, pesado, de gran velocidad y largo alcance. 
Este nuevo proyecto de avión de combate pesado de alta velocidad y largo alcance, también podría escoltar a los aviones bombarderos Boeing B-52 Stratofortress de Estados Unidos y a los aviones de la OTAN en Europa, para enfrentar en combates aéreos a gran velocidad y altitud, a los aviones caza enemigos de la Unión Soviética en caso de una nueva guerra mundial o conflictos regionales, como el caza supersónico Sukhoi Su-15 y el Mikoyan-Gurevich MiG-23, que también estaban en sus primeros diseños y pruebas de vuelo en esa época, y combatir contra los futuros diseños de aviones supersónicos, más grandes y pesados Mikoyan-Gurevich MiG-25, superar en una combate aéreo a los aviones de ataque Sukhoi Su-24 que serían una amenaza para Europa y enfrentar a los aviones bombarderos Tupolev Tu-22M que tratarían de atacar objetivos en occidente, con vuelos a gran altitud y velocidad supersónica.
El "Arrow" fue un avión bien diseñado, innovador y atrevido. Impulsó los límites del vuelo convencionales hasta entonces conocidos. Pero era el momento y lugar equivocados. El lanzamiento por parte de la antigua URSS del satélite Sputnik, primer satélite artificial de la Tierra, terminó de dar la estocada del proyecto.

## Controversia
La controversia generada por la cancelación y posterior destrucción de la aeronave en producción, sigue siendo un tema de debate entre los historiadores, analistas políticos y expertos de la industria aeronáutica. Esta acción puso fuera del negocio a Avro y a su ingeniería altamente calificada, junto con la dispersión de sus trabajadores, en una situación muy polémica que continúa hasta el día de hoy. El incidente fue una lesión traumática y hasta la fecha, muchos lamentan la pérdida del Arrow.
Dos meses después de la cancelación, se ordenó el desguace de todas las aeronaves, motores, herramientas de producción y datos técnicos.  
Oficialmente, el motivo esgrimido por el gabinete y los jefes de Estado Mayor para la orden de destrucción fue la destrucción de material clasificado y "secreto" utilizado en los programas Arrow e Iroquois.  La acción se ha atribuido a los temores de la Real Policía Montada de Canadá de que un "topo" soviético se hubiera infiltrado en el Avro, temores que posteriormente se confirmaron en cierta medida en los Archivos Mitrokhin.
En 2020 la CBC News anunció que los planos del Arrow, que durante mucho tiempo se creyeron destruidos, se conservaron. Ken Barnes, dibujante principal del proyecto en 1959, recibió la orden de destruir todos los documentos relacionados con el proyecto Avro Arrow. En lugar de ello, se llevó los planos discretamente a casa, guardándolos en el sótano durante décadas.  Los planos estuvieron expuestos en la exposición "Toca el Cielo: La Historia de Avro Canadá" en el Centro Diefenbaker Canadá de la Universidad de Saskatchewan hasta abril de 2020.

## Especificaciones (Arrow Mk 1)
Referencia datos: The Great Book of Fighters, The Canadian Approach to All-Weather Interceptor Development, Avro Arrow: The Story of the Avro Arrow from its Evolution to its Extinction

### Características generales
- Tripulación: 2
- Longitud: 23.71 m
- Envergadura: 15.24 m
- Altura: 6.25 m
- Superficie alar: 113.8 m²
- Perfil alar: NACA 0003.5 mod root, NACA 0003.8 tip
- Peso vacío: 22,245 kg
- Peso cargado: 25,820 kg
- Peso máximo al despegue: 31,120 kg
- Planta motriz: 2× P-3 turbojets Pratt & Whitney J75.
  - Empuje normal: 55.6 kN de empuje cada uno.
  - Empuje con postquemador: 104.53 kN de empuje cada uno.

### Rendimiento
- Velocidad máxima operativa (Vno): Mach 1.98 (2,104 km/h) a 15,000 m velocidad máxima alcanzada; Potencial para Mach 2+[14]
- Velocidad crucero (Vc):  Mach 0.91 (977 km/h) a 11,000 m
- Alcance en combate: 660 km
- Techo de vuelo: 15.000 m 16,150 m
- Régimen de ascenso:  0.825
- Carga alar: 226.9 kg/m²

### Armamento
- Cohetes: 4× AIR-2 Genie cohetes nucleares no guiados

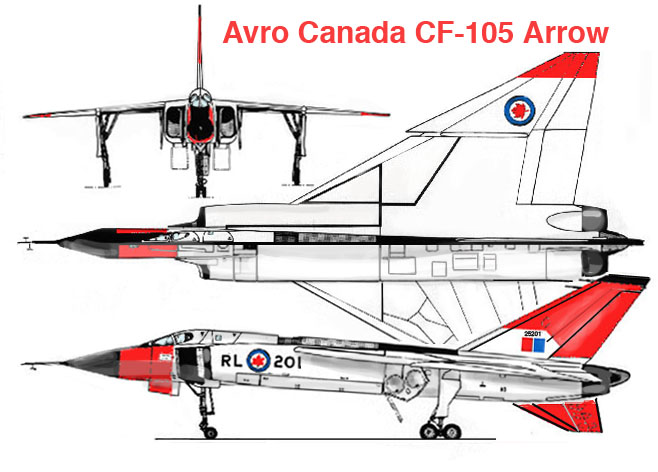
Avro Canada CF-105

- Misiles: 8x AIM-4 Falcon misiles aire-aire de corto alcance
  - 8x  Canadair Velvet Glove (cancelados en 1956)
  - 2x AIM-7 Sparrow misiles guiados por radar activo 2D (cancelado)

### Aeronaves similares
- Convair F-106 Delta Dart
- Convair F-102 Delta Dagger
- Lockheed YF-12
- McDonnell F-101 Voodoo
- North American XF-108 Rapier
- Republic F-105 Thunderchief
- McDonnell Douglas F-4 Phantom II
- Vought XF8U-3 Crusader III
- Rockwell B-1 Lancer
- Mikoyan-Gurevich MiG-23
- Mikoyan-Gurevich MiG-25
- Sukhoi Su-15
- Sukhoi Su-24
- Túpolev Tu-22
- Túpolev Tu-28
- Shenyang J-8
- English Electric Lightning
- Saunders-Roe SR.177
- Dassault Mirage 4000
- Saab 35 Draken
- Saab 37 Viggen